# 降低成本
降低成本、砍成本（cost reduction或lower the cost），是組織降低其成本的行為。降低成本的目的可能是為了提昇其利润，不過也有可能是因定价策略或客戶要求降價，因此需降低成本。依照公司的服务及产品不同，其降低成本的策略也會有所不同。在新產品開發中的每一個決定都會影響成本。
公司若推出全新的，沒有競爭者的新產品時，不會太考慮成本。但若競爭者增加，價格成為市場上各產品的主要差異時，成本就會成為主要的考量。
公共部门的降低成本方案常用在收入減少的時期，或是要降低債務。

## 降低成本策略或作法的例子

### 企業
- 供應商整合（英语：Consolidation (business)）
- 零組件整合
- 低成本國家採購（英语：Low-cost country sourcing）
- 邀請報價（RFQ）
- 供應商成本分解分析（英语：cost breakdown analysis）
- 功能成本分析（英语：Function cost analysis）/價值分析/价值工程
- 可製造性設計/可組裝性設計
- 逆成本分析
- 成本動因（英语：Cost driver）分析
- 作业成本法（ABC），依照實際的消費，為每個產品的生產及運送的活動都設定成本，其中也包括一些間接成本的分擔。Peter Turney在1989年的一篇文章中說明在往卓越製造（manufacturing excellence）的目標前進時，作业成本法的角色，同時也提供了管理階層需要的產品成本資訊[3]。
- 產品基準化分析法
- 限额成本设计
- 和供應商的設計工作坊
- 競爭品基準化分析法